# Virginia Satir
Virginia Satir (Neillsville, 26 giugno 1916 – 10 settembre 1988) è stata una psicoterapeuta statunitense, conosciuta per i suoi studi e per la pratica clinica, che ebbero come riferimento la metodologia della terapia familiare.

## Opere
- Conjoint Family Therapy, 1964 - trad. it. Psicodinamica e psicoterapia del nucleo familiare, Armando, Roma, 1973
- Peoplemaking, 1972,
- The New Peoplemaking, 1988 - trad. it. "The new peoplemaking - Guida verso sane relazioni in famiglia e con gli altri", In Mind Edizioni (Pisa) 2017
- Meditazioni di Virginia Satir (a cura di John Banmen), Impressioni Grafiche, Acqui Terme (AL), 2005
- "Making Contact", 1988 In Mind Edizioni (Pisa) 2012
- Audiolibro "Making Contact", In Mind Edizioni (Pisa) 2014
- "The Satir Process" di Sharon Loeschen, In Mind Edizioni (Pisa) 2015